# Педерсен, Ханс Эйлер
Ханс Эйлер Педерсен (дат. Hans Eiler Pedersen; 18 октября 1890, Skårup, Южная Дания — 1 декабря 1971, Гентофте, Копенгаген) — датский гимнаст, серебряный призёр летних Олимпийских игр 1912 года в командном первенстве по шведской системе.